# Bảo tàng Quang Trung
Bảo tàng Quang Trung là một bảo tàng nằm ở Khối 1, thị trấn Phú Phong, huyện Tây Sơn, tỉnh Bình Định, Việt Nam, đối diện sông Côn, bao quanh bởi đường tỉnh lộ 636, Quốc lộ 19B, đường Ngọc Hân Công chúa, đường Nguyễn Nhạc, đường Đống Đa. Bảo tàng được xây dựng trên nền nhà cũ của anh em Nhà Tây Sơn, vùng đất quê hương của Tây Sơn tam kiệt, vị trí bao quanh Đền thờ Tây Sơn tam kiệt hay Điện Tây Sơn. Ngày nay, tên của bảo tàng được đặt theo Tây Sơn Thái Tổ, Hoàng đế Quang Trung.
Bảo tàng Quang Trung tập trung thờ và tưởng niệm anh hùng áo vải Nguyễn Huệ, lưu giữ những hiện vật lịch sử liên quan đến Cuộc khởi nghĩa Tây Sơn, dấu tích ba anh em Nhà Tây Sơn: Nguyễn Huệ, Nguyễn Nhạc, Nguyễn Lữ. Bảo tàng Quang Trung là địa chỉ hấp dẫn các nhà nghiên cứu, du khách trong và ngoài nước khi đến với vùng đất Nam Trung Bộ, một trong những bảo tàng thu hút được đông đảo khách tham quan du lịch và tìm hiểu về lịch sử nhiều nhất ở Việt Nam.

## Lịch sử hình thành

### Thời kỳ đầu lịch sử
Theo sách Khâm định Việt sử Thông giám cương mục, Đại Nam thực lục, Việt Nam sử lược: ba anh em Nguyễn Nhạc, Nguyễn Lữ, Nguyễn Huệ có nguyên quán ở thôn Tây Sơn, huyện Phù Ly, phủ Quy Nhơn, gia đình Hồ Phi Phúc Hồ Phi Phúc tới sống tại Kiên Mỹ, ấp Kiên Thành, huyện Tuy Viễn, phủ Quy Nhơn, tạo dựng làng nghề thủ công, nông nghiệp kết hợp buôn bán, góp phần giúp ngôi làng này trở nên trù phú. Ba anh em họ Nguyễn Tây Sơn được sinh ra và lớn lên ở đây, nay là Khối 1, thị trấn Phú Phong, huyện Tây Sơn, tỉnh Bình Định. Đây là quê hương thứ hai của Tây Sơn tam kiệt. Thời kỳ đầu, anh cả Nguyễn Nhạc lấy hoạt động thương mại trầu cau làm hình thức để trao đổi, đi lại hai vùng Tây Sơn thượng đạo, Tây Sơn hạ đạo để vận động người Thượng, lấy bến Trường Trầu, bến buôn bán trầu lớn bên bờ sông Côn xưa, thuộc làng Kiên Mỹ, cách nhà khoảng 200 m, làm điểm trung tâm, dần dần hội tụ hào kiệt. Xuất phát từ quê hương, Phong trào Tây Sơn mở rộng, lần lượt lật đổ Chúa Nguyễn (1777), Chúa Trịnh (1787), đánh bại quân Xiêm (1785) và quân Thanh (1789), góp phần thống nhất đất nước. Triều Tây Sơn thành lập năm 1778, được Nguyễn Nhạc đóng đô ở thành Đồ Bàn, cách quê nhà Phú Phong 25 km về phía Tây. Lúc này, khu Phú Phong được giữ là nhà của Tây Sơn tam kiệt, dựng từ đường thờ tổ tiên và thân phụ, thân mẫu Hồ Phi Phúc trên nền nhà ba anh em lớn lên.

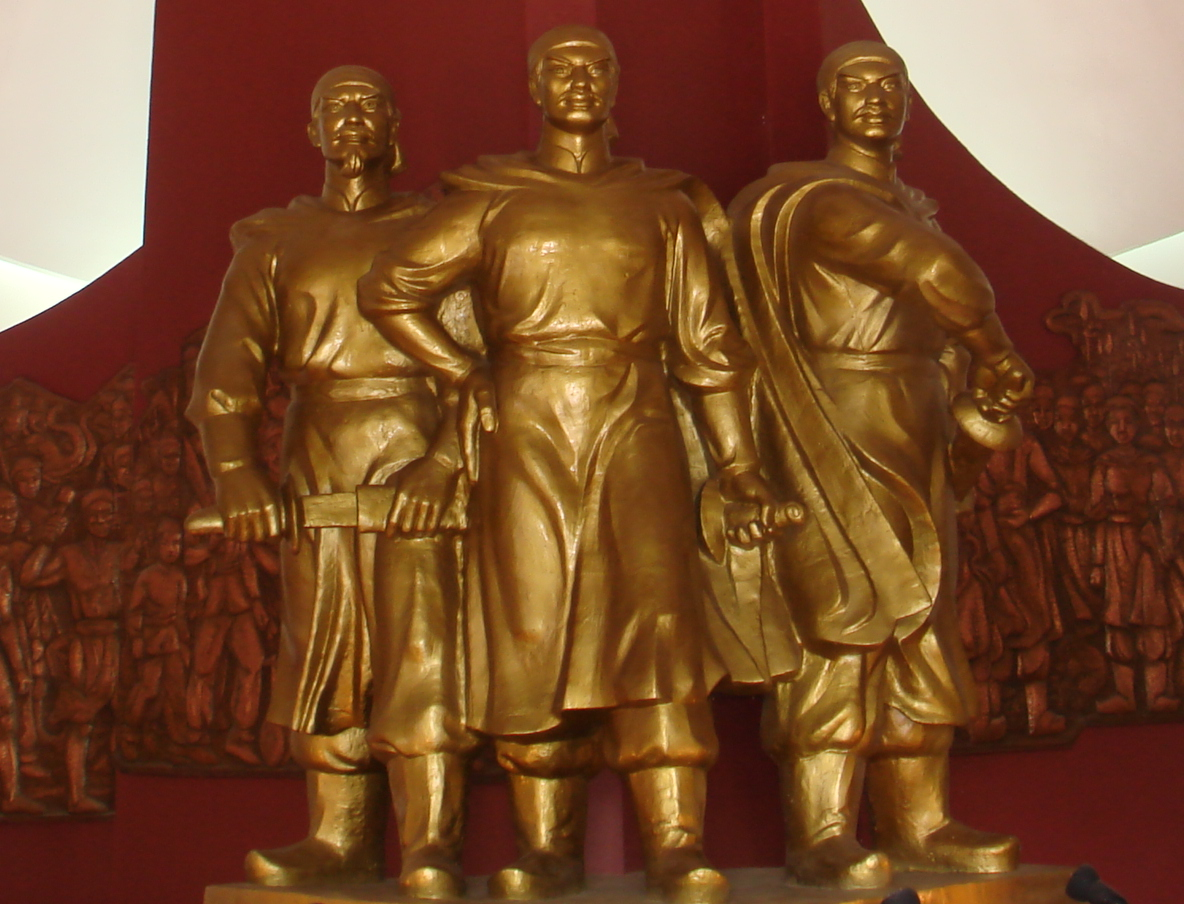
Tượng Tây Sơn tam kiệt ở Bảo tàng Quang Trung.

Thời kỳ xoay chuyển tiếp theo, Nguyễn Huệ và Nguyễn Nhạc qua đời năm 1792, 1793, Triều Tây Sơn sụp đổ năm 1802, Triều Nguyễn thành lập. Hoàng đế Gia Long bắt đầu truy tìm, trả thù, giết những người Tây Sơn, quật các lăng mộ, phá hủy Từ đường Tây Sơn, nghiêm cấm việc thờ cúng. Thời kỳ này, người dân vùng quê đã lén lút để tưởng nhớ anh hùng. Năm 1823 (Minh Mạng thứ ba), Đình làng Kiên Mỹ được xây dựng trên nền ngôi từ đường đã bị phá, bề ngoài đình thờ Thành hoàng, bên trong thờ ba anh em Nguyễn Huệ, Nguyễn Nhạc, Nguyễn Lữ, đem sắc thần, sắc phong Thành hoàng của Triều Nguyễn thờ ở miếu Vĩnh An thuộc xóm Hưng Trung. Đình làng Kiên Mỹ có tên gọi là Điện Tây Sơn (殿西山) hay Đền thờ Tây Sơn tam kiệt.
Trải qua hơn 100 năm gìn giữ, đến năm 1946, Đình làng Kiên Mỹ bị người Pháp đốt cháy, dần dần tàn lụi đi trong chiến tranh Đông Dương. Sau đó, nhân dân trong làng đã lập miếu nhỏ dưới góc cây me để thờ ba anh em Nhà Tây Sơn. Năm 1958, đình được xây lại và lấy tên là Đền thờ Tây Sơn tam kiệt.

### Thời kỳ xây dựng bảo tàng
Năm 1975, sau khi thống nhất đất nước Việt Nam, Đảng và Nhà nước quyết định phê chuẩn xây dựng Bảo tàng Quang Trung ở quê nhà anh em Tây Sơn. Giai đoạn 1976, Quảng Ngãi và Bình Định được sáp nhập thành tỉnh Nghĩa Bình, việc quản lý kế hoạch được giao cho Đảng ủy, Ủy ban Nhân dân tỉnh Nghĩa Bình. Dự án xây dựng bắt đầu từ ngày 11 tháng 12 năm 1977, hoàn thiện ngày 25 tháng 11 năm 1979. Trong thời gian đó, ngày 24 tháng 3 năm 1979, Hội đồng Chính phủ ban hành quyết định thành lập thị trấn Phú Phong trên cơ sở thôn Phú Phong thuộc xã Bình Phú. Thị trấn Phú Phong bao gồm khu Bảo tàng Quang Trung. Ngày 30 tháng 6 năm 1989, tỉnh Bình Định tách ra từ Nghĩa Bình, bảo tàng nằm ở Bình Định, vị trí địa lý từ đó đến nay là thị trấn Phú Phong, huyện Tây Sơn, tỉnh Bình Định. Ngày 25 tháng 6 năm 2015, Bộ Xây dựng ban hành quyết định công nhận thị trấn Phú Phong là đô thị loại IV.

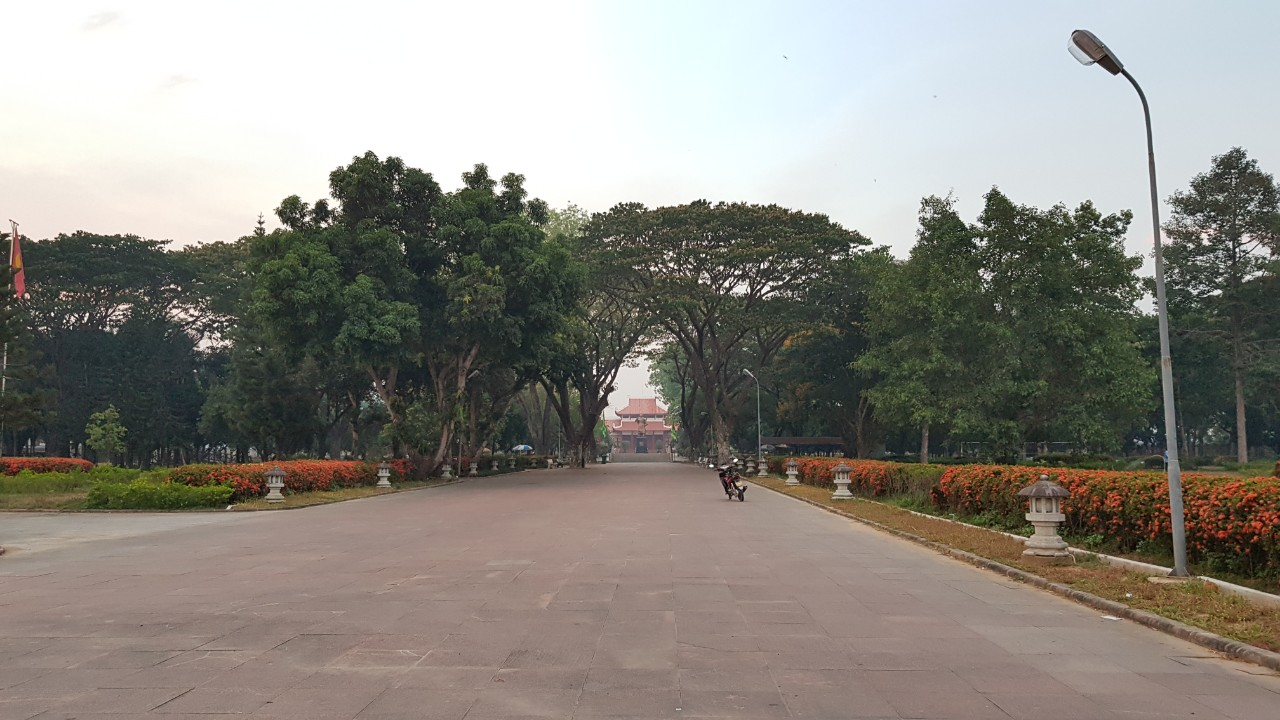
Đường vào Bảo tàng Quang Trung.

Lúc xây dựng, khu Bảo tàng Quang Trung bao gồm kiến trúc bảo tàng mới xây với Nhà biểu diễn nhạc – võ Tây Sơn, Nhà rông Tây Nguyên và phần Đền thờ Tây Sơn tam kiệt trong quần thể khu vực. Phía trước bảo tàng là bức tượng Vua Quang Trung được xây dựng năm 1979, trở thành điểm đại diện và trung tâm của toàn thể khu vực. Năm 2007, tỉnh Bình Định có quyết định mở rộng tiếp khu đất di tích Điện Tây Sơn ra hướng Nam, sát bờ Bắc sông Côn, bao quanh cả khu di tích lịch sử bến Trường Trầu. Từ đây, bảo tàng bao gồm thêm bến Trường Trầu. Năm 1996, trước sự xuống cấp của công trình, Ủy ban nhân dân tỉnh Bình Định đã cho trùng tu, nâng cấp nhà bảo tàng, tập trung vào Điện Tây Sơn. Công trình được khởi công vào tháng 4 năm 1998 và hoàn thành vào cuối năm, trong đó Điện Tây Sơn mới với quy mô to lớn hơn được xây dựng trên nền cũ, kịp phục vụ Lễ kỷ niệm 210 năm năm chiến thắng Ngọc Hồi – Đống Đa ngày mùng Năm tháng Giêng, năm Kỷ Mão tức 20 tháng 2 năm 1999. Năm 2015, Ủy ban Nhân dân tỉnh Bình Định quyết định tiến hành nâng cấp bảo tàng, dự toán kinh phí là 211 tỷ đồng. Ngày 22 tháng 11 năm 2019, Sở Văn hóa, Thể thao và Du lịch tỉnh Bình Định tổ chức lễ kỷ niệm 40 năm xây dựng Bảo tàng Quang Trung.
Về mặt di tích, ngày 24 tháng 9 năm 1979, trước khi hoàn thành dự án xây dựng bảo tàng, Bộ Văn hóa và Thông tin đã ký quyết định công nhận Khu đền thờ Tây Sơn tam kiệt là Di tích Lịch sử văn hóa cấp quốc gia. Ngày 31 tháng 12 năm 2014, Thủ tướng Chính phủ đã ký quyết định công nhận Khu đền thờ Tây Sơn tam kiệt là Di tích quốc gia đặc biệt, một trong 112 di tích đặc biệt tính đến năm 2020.

## Kiến trúc thiết kế bảo tàng

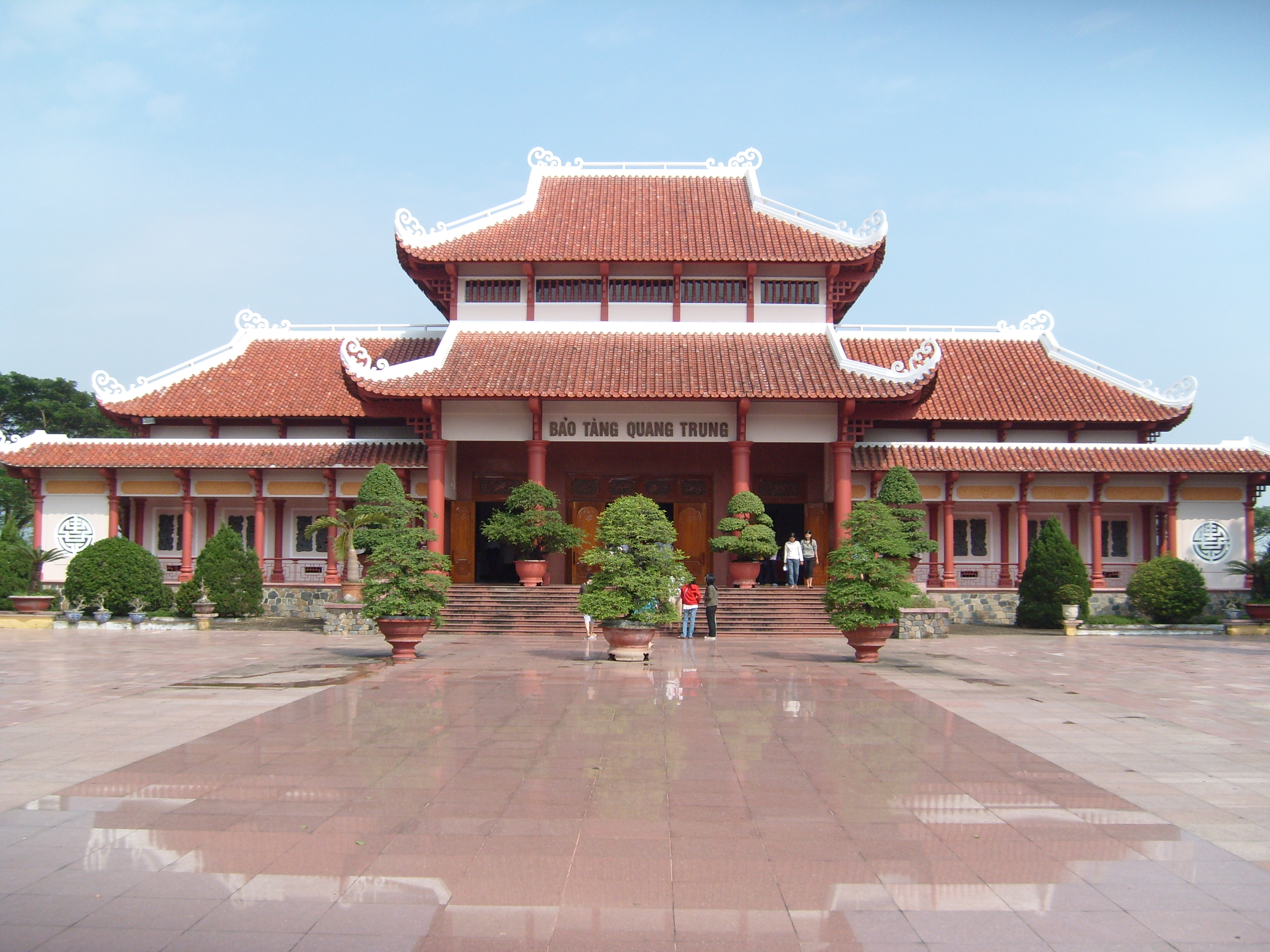
Bảo tàng Quang Trung, khu trưng bày.

Bảo tàng Quang Trung cách Thành phố Quy Nhơn 35 km hướng Tây Bắc, hoàn thành năm 1979, được mở rộng lên 13,8 ha năm 1999, thêm 2,1 ha năm 2007, đến nay có diện tích 150.000 m². Bảo tàng bao gồm tượng đài Quang Trung ở khu trung tâm phía trước; Đền thờ Tây Sơn tam kiệt – di tích đặc biệt; khu Nhà biểu diễn nhạc – võ Tây Sơn, Nhà rông Tây Nguyên; khu nhà trưng bày vật phẩm bảo tồn; khu thiên nhiên cảnh quan với cây me đặc biệt hơn 300 năm tuổi, giếng nước cổ của họ Nguyễn Tây Sơn; bến Trường Trầu trong quá trình tái thiết và quảng trường Tây Sơn ở khu vực trước cửa, nối bảo tàng và sông Côn.

### Đền thờ Tây Sơn tam kiệt
Tượng vua Quang Trung được đúc bằng đồng. Đền thờ Tây Sơn tam kiệt hay Điện Tây Sơn thời đầu thế kỷ XIX mang tên danh nghĩa là Đình làng Kiên Mỹ, nằm trong khu vườn với diện tích 2.323 m², bên cạnh có giếng nước cổ và cây me nhà trồng. Ban đầu, đình được xây dựng với kiến trúc theo kiểu nhà mái lá miền Trung, có diện tích trên 100 m², gồm tiền đường, hậu tẩm, chất liệu bằng gỗ, mái lợp tranh, vách đất, có trình cấu, cột lỏng đỡ các vì kèo đầu chạm long, phụng, cửa bàn pha. Đình đã từng nổi tiếng khắp vùng với những cột đình lớn, được cho là lớn hơn vòng tay người bình thường, dân gian vẫn còn lưu truyền câu tục ngữ: Hạc chợ Đình, cột đình Kiên Mỹ. Nội thất đình được bài trí theo nghi thức đình làng ở miền Trung. Nhà tiền đường thờ Thành hoàng, nhà hậu tẩm thờ Tây Sơn tam kiệt.
Điện Tây Sơn xây dựng lại năm 1958 được kiến trúc theo kiểu chữ đinh (丁), móng xây đá chẻ, vách xây gạch đặc, mái lợp ngói đúc bằng xi măng, diện tích trên 100 m². Điện thờ chính có ba gian, chính giữa thờ Nguyễn Huệ. Bên phải thờ Nguyễn Nhạc, bên trái thờ Nguyễn Lữ. Tả, hữu điện thờ các quan văn võ và tiên tổ dòng họ Nhà Tây Sơn. Tất cả đều có án thờ và trang trí theo kiểu cung đình ở miền Trung, hai đầu hồi có giá chiêng, trống để phục vụ tế lễ. Từ điện chính có nhà dẫn dài 6 m, rộng 3 m, trước nhà tứ giác, hai bên có hai hàng cột tròn trang trí hoa văn rồng mây quấn quanh cột, được đính bằng mẻ chai, chén vỡ đủ màu sắc rất uy nghi. Nhà tứ giác mái công, góc mai trang trí những hoa lá mái rồng, trên chóp có hồ lô thể hiện bầu thánh cứu an dân lành, trong nhà tứ giác có tượng bán thân Quang Trung bằng gốm, cao 0,6 m, sơn đen đặt trên bục cao 1,0 m, trước nhà dẫn có nhà bia hình tứ giác, bên trong đặt một tấm bia xi măng tráng đá mài xanh, nội dung văn bia ca ngợi thân thế sự nghiệp của ba anh em Tây Sơn.
Năm 1999, Điện Tây Sơn tài kiến thiết trên hình thế cũ, với diện tích lớp hơn gấp ba lần. Chín bức tượng thờ Tây Sơn tam kiệt và văn vũ song thần được tạo và đặt vào điện năm 2004, gồm tượng Quang Trung Hoàng đế cao 2,55 m kể cả phần đế bằng đá hoa cương; tượng Đông Định vương Nguyễn Lữ cao 2,50 m; tượng Trung ương Hoàng đế Nguyễn Nhạc cao 2,50 m; tượng Binh bộ thượng thư Ngô Thì Nhậm cao 2,50 m; tượng Trung thư lệnh Trần Văn Kỷ cao 2,50 m; tượng Đại tư mã Ngô Văn Sở cao 2,50 m; tượng Thiếu phó Trần Quang Diệu cao 2,50 m; tượng Đô đốc Bùi Thị Xuân cao 2,50 m; tượng Đại tư đồ Vũ Văn Dũng cao 2,50 m.
Trên nóc điện được trang trí Lưỡng long chầu nguyệt. Trên đầu cửa chính có dòng chữ Điện Tây Sơn (殿西山), hai bên cửa chính có câu đối viết bằng chữ Hán:
Tây khê thảo thụ lưu huân nghiệp
Nam quốc sơn hà chấn chiến công.
Dịch nghĩa:
Cây cỏ ở suối Tây còn lưu lại sự nghiệp cao cả
Sông núi nước Nam chấn động những chiến công.

Cổng chính điện rộng 6 m, hai cổng phụ hai bên rộng 1,2 m, cao 7 m, hai bên trụ cổng chính có câu đối viết bằng chữ Hán:
Phi thường sự nghiệp bi thiên cổ
Khoáng thế anh hùng hựu nhất môn.
Án thờ Quang Trung nằm ở trung tâm chính giữa, đặt cặp hạc đứng trên lưng rùa bằng đồng, cao 1,6 m. Hàng cột trước án thờ hậu điện có hai câu liễn khảm xà cừ chữ Hán:
Thiên thu công tích huynh hòa đệ
Vạn cổ anh hùng dân khả vương.
Thần võ duy dương kinh quốc tặc
Uy danh bách thắng độc minh công.
Nghĩa là:
Công tích ngàn đời, có công anh lẫn công em
Anh hùng muôn thuở, từ người dân có thể thành vua.
Mỗi lần ra quân, bon giặc nước đều khiếp sợ
Lừng danh trăm trận trăm thắng, chỉ một mình Ngài.
Sáu bức tượng thờ văn thần vũ tướng Tây Sơn trong bảo tàng
- Tượng thờ Binh bộ Thượng thư Ngô Thì Nhậm trong Điện Tây Sơn.
- Tượng thờ Trung thư lệnh Trần Văn Kỷ trong Điện Tây Sơn.
- Tượng thờ Đại tư mã Ngô Văn Sở trong Điện Tây Sơn.
- Tượng thờ Thiếu phó Trần Quang Diệu trong Điện Tây Sơn.
- Tượng thờ Đô đốc Bùi Thị Xuân trong Điện Tây Sơn.
- Tượng thờ Đại tư đồ Vũ Văn Dũng trong Điện Tây Sơn.

### Nhà bảo tàng và khu trưng bày

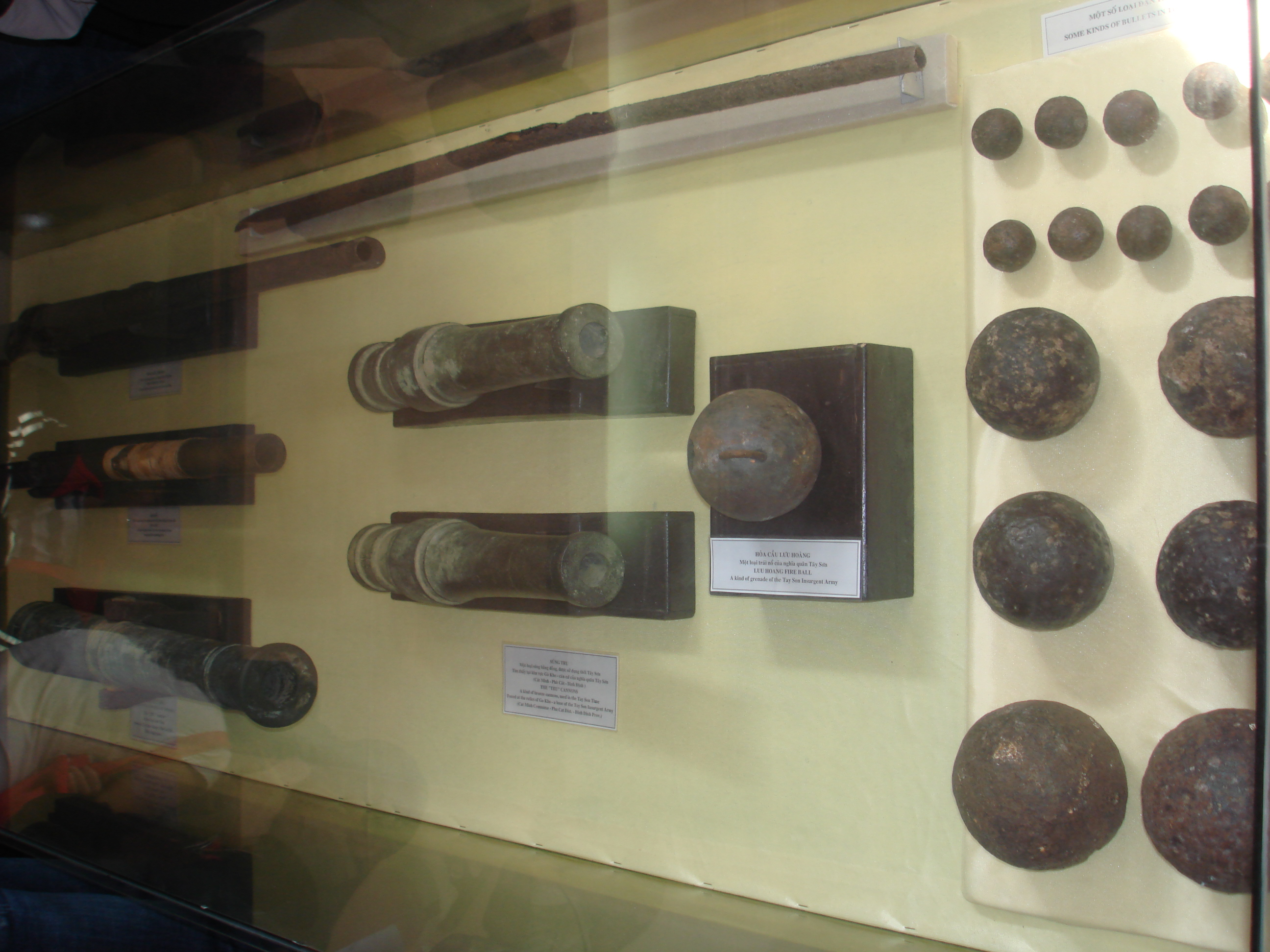
Hiện vật đạn dược Tây Sơn lưu trữ trong bảo tàng.

Trong khu bảo tàng có Nhà biểu diễn nhạc – võ Tây Sơn với diện tích 268 m², là nơi đội nhạc võ biểu diễn các chương trình như: trống trận, võ cổ truyền Tây Sơn và nghệ thuật văn hoá dân gian Tây Nguyên ở một số dân tộc thiểu số từng tham gia Phong trào Tây Sơn; Nhà rông văn hoá Tây Nguyên: diện tích 118 m², trưng bày các tư liệu, hiện vật về văn hoá của đồng bào các dân tộc Tây Nguyên, lực lượng đã tham gia Phong trào Tây Sơn trong giai đoạn tụ nghĩa.
Khu trưng bày được khánh thành ngày 26 tháng 1 năm 2019, diện tích 1.800 m², có 11.605 tư liệu hiện vật gốc và hàng trăm hiện vật phục chế về Nhà Tây Sơn. Bảo tàng Quang Trung được coi đang sở hữu một kho tư liệu, hiện vật phong phú nhất về một thời đại lừng lẫy trong lịch sử dân tộc. Ban quản lý, tập thể nhà nghiên cứu, bảo tồn đã nỗ lực đi khắp đất nước, ra nước ngoài để tập hợp tất cả những tư liệu hiện vật liên quan đến Phong trào Tây Sơn và Vua Quang Trung. Khu trưng bày có các hiện vật đa dạng như chiếc trống da voi của đồng bào Tây Nguyên tham gia Phong trào Tây Sơn, ấn tín, các sắc phong, gia phả của nhiều văn thần, võ tướng; chuông đồng, súng thần công, vũ khí, ấn tín, tiền đồng Thái Đức, Quang Trung, Cảnh Thịnh, tấm bia mộ tổ dòng họ Tây Sơn.

Trong khu trưng bày, khởi đầu và trung tâm là Phòng Khánh tiết, cụm tượng Tây Sơn tam kiệt cùng dòng hiểu dụ kiên quyết chiến thắng cứu nước của Quang Trung:
Đánh cho để dài tóc,
Đánh cho để đen răng,
Đánh cho nó chích luân bất phản,
Đánh cho nó phiến giáp bất hoàn,
Đánh cho sử tri Nam quốc anh hùng chi hữu chủ.

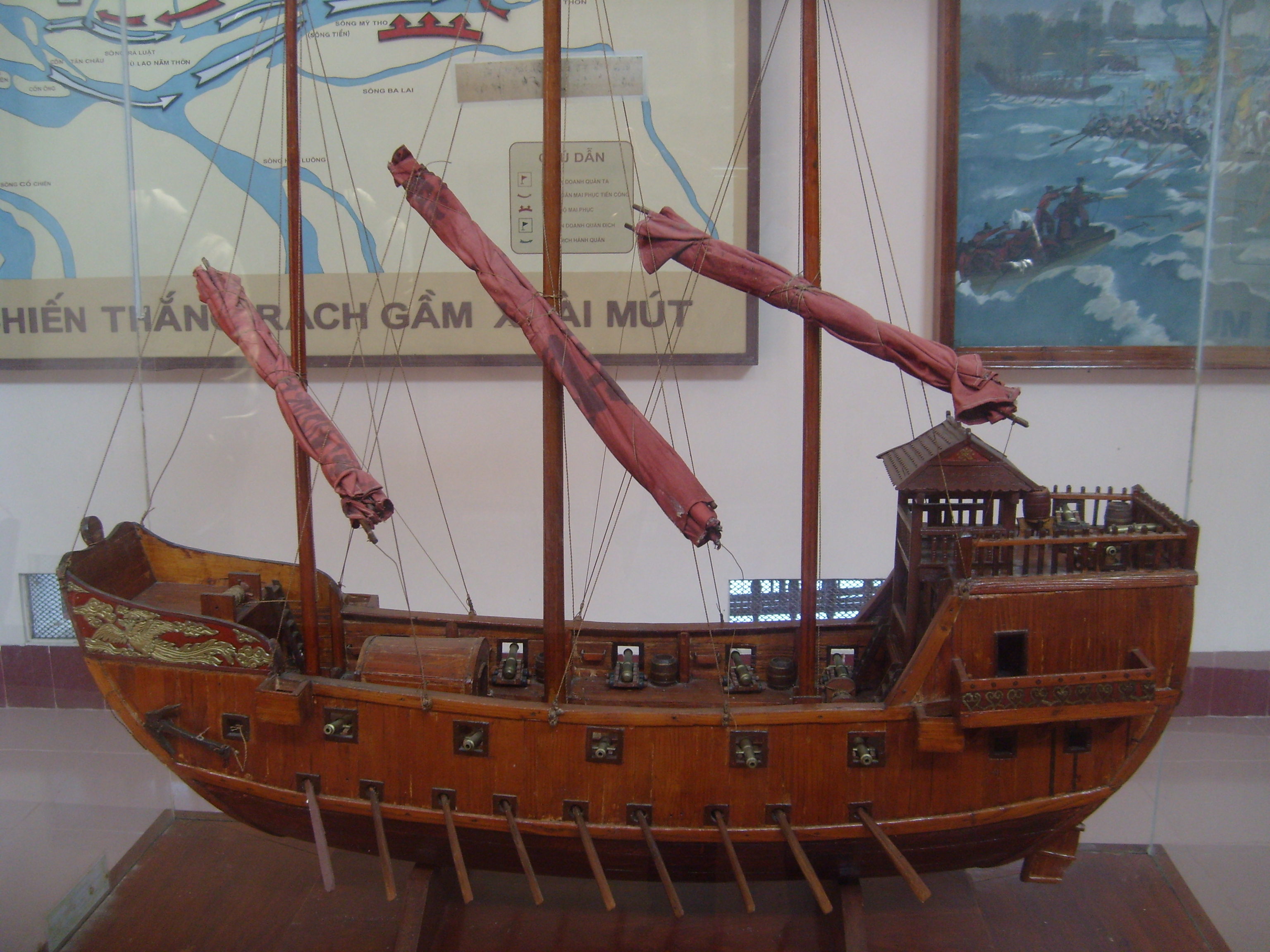
Tàu chiến Tây Sơn trong Trận Rạch Gầm – Xoài Mút.

Tiếp đó là mười phòng trưng bày khép kín với tất cả các hiện vật đã sưu tầm được trong thời gian từ 1975 – 1979 theo nội dung của tiến trình phát triển lịch sử Phong trào khởi nghĩa nông dân Tây Sơn từ khi tổ chức xây dựng lực lượng cho đến khi Triều đại Tây Sơn suy vong (1771 – 1802). Phòng 1, Bối cảnh lịch sử Việt Nam cuối thế kỷ XVIII trưng bày 45 hiện vật các loại với chủ đề tình hình đất nước trước thời Tây Sơn, Vua Lê – Chúa Trịnh thống trị Đàng Ngoài, Chúa Nguyễn cát cứ Đàng Trong; Phòng 2, Quê hương và Gia tộc, trưng bày 26 tài liệu, hiện vật với nội dung anh em họ Nguyễn có nguồn gốc họ Hồ ở Nghệ An. Ông tổ bốn đời của họ bị quân Nguyễn đưa vào khai hoang ở vùng núi phía Tây phủ Quy Nhơn. Hồ Phi Phúc lấy vợ ở thôn Phú Lạc, ấp Kiên Thành sau về làng Kiên Mỹ ven sông Côn, sống bằng nghề buôn bán trầu. Ba anh em Tây Sơn sinh ra, lớn lên ở đây và cũng theo nghề của gia đình; Phòng 3, Tây Sơn tụ nghĩa, trưng bày 78 tư liệu, hiện vật với nội dung ba anh em Tây Sơn kêu gọi nông dân phất cờ khởi nghĩa; Phòng 4, Phá thế bị bao vây, trưng bày 45 hiện vật và tư liệu với nội dung quân Tây Sơn thoát khó khăn Trịnh Nguyễn vây đánh, tài năng chiến trận ban đầu của Nguyễn Huệ; Phòng 5, Lật đổ chúa Nguyễn, trưng bày 19 tư liệu, hiện vật với nội dung Tây Sơn lật đổ Chúa Nguyễn năm 1777; Phòng 6, Trận thủy chiến Rạch Gầm – Xoài Mút, trưng bày vật phẩm trận phản công thắng Xiêm; Phòng 7, Lật đổ Chúa Trịnh, trưng bày vật phẩm Tây Sơn ra Bắc năm 1786, lật đổ Chúa Trịnh; Phòng 8, Đại phá quân Thanh, trưng bày 64 hiện vật và tư liệu chống ngoại xâm bảo vệ nền độc lập; Phòng 9, Triều đại Quang Trung, trưng bày 139 hiện vật với chủ đề xây dựng đất nước theo chính sách Quang Trung; Phòng 10, Nguyễn Huệ – Quang Trung mãi mãi trong lòng dân tộc, trưng bày 60 hiện vật, tư liệu, đây còn gọi là phòng lưu niệm, phản ánh tình cảm của nhân dân Việt Nam đối với người anh hùng áo vải Quang Trung.
Một số tư liệu, hiện vật trong khu trưng bày
- Triều đường chi ấn Nhà Tây Sơn.
- Hiện vật lưu trừ Sắc thần thời Tây Sơn.
- Trống trận thời Tây Sơn.
- Gương đồng thời Tây Sơn, Vua Quang Trung tặng vũ quan.
- Súng thần công của quân Tây Sơn được tìm thấy tại căn cứ thủy binh Tây Sơn ở cảng Thị Nại, Quy Nhơn.
- Bộ đồ thờ tại từ đường họ Bùi ở Tây Xuân, huyện Tây Sơn, tỉnh Bình Định. Hiện là cổ vật trưng bày.
- Một số dấu – ấn thời Tây Sơn.
- Chiếu chỉ dịch thuật chữ Hán sang chữ Nôm của Hoàng đế Quang Trung.
- Bia mộ tổ Tây Sơn tam kiệt.
- Tác phẩm "Thi tập" của Đoàn Nguyễn Tuấn được trưng bày.

### Di tích khác
Bảo tàng Quang Trung có những điểm di tích đặc biệt. Tại thị trấn Phú Phong, đi qua cầu Kiên Mỹ, tới khu vực bảo tàng. Khu vực này là ngã ba sông Phú Phong (hay sông Kút) và sông Côn. Ở ngã ba này có bến Trường Trầu, di tích lịch sử thuộc bảo tàng. Thời kỳ đầu, Nguyễn Nhạc tham gia thương mại trầu cau, chọn bến Trường Trầu – khu mua bán ở ngã ba sông làm căn cứ, hội tụ nhân tài. Sau khi nhà Tây Sơn mất, người dân Kiên Mỹ có dựng ngôi miếu thờ ba anh em Tây Sơn, gọi là miếu Vĩnh Thọ (còn gọi là miếu Cây Gòn vì nơi đây có cây gòn to). Về sau, thực dân Pháp dùng làm kho chứa lương thực, rồi phá hủy. Đến năm 1963, có ba vị khất sĩ người Nam Bộ cùng nhân dân địa phương xây dựng một ngôi chùa nhỏ lợp tranh trên nền miếu cũ, năm 1967, mới xây bằng gạch gọi là Tịnh xá Ngọc Bình. Bến Trường Trầu nay đã bị bồi lấp, chỉ còn là một bãi cát ven sông, đang trong thời gian tái kiến thiết.
Trong khuôn viên khu vực có di tích Giếng nước được ghép bằng đá ong, đường kính 0,9 m, thành giếng cao 0,8 m, đây là giếng nước của gia đình họ Nguyễn Tây Sơn. Năm 1998, trên giếng được xây nhà mái che cổ lầu, hình lục giác, chiều dài mỗi cạnh 3,45 m, mái đổ bê tông dán ngói vảy, thành giếng được bảo vệ bằng khung gỗ hình lục giác cách điệu như những mắt trúc.

Khu vực này còn có cây me trên dưới 300 năm tuổi, mang tên: cây me cổ thụ trong vườn nhà Tây Sơn tam kiệt, gốc có chu vi 3,9 m, tán rộng đến 30 m, cành lá rậm rạp, che mát cả góc vườn, đây là cây được gia đình họ Nguyễn Tây Sơn trồng thời kỳ trước. Ngoài giá trị lâu năm, tạo cảnh quan, cây me còn có ý nghĩa đặc biệt về mặt văn hóa, lịch sử, là biểu tượng cho sự trường tồn của Phong trào Tây Sơn. Ngày 28 tháng 11 năm 2011, cây me được công nhận là cây Di sản Việt Nam, bảo tồn đặc biệt. Có những đoạn thơ dân gian về các di tích này qua nhiều thời gian:
Cây me cũ, bến Trầu xưa
Dẫu không tình nghĩa cũng đón đưa trọn niềm.
Và:
Cây me, giếng nước, sân đình
Ơn sâu, nghĩa nặng dân mình còn ghi.

## Sự kiện tham quan
Với tư thế là vị trí tưởng niệm anh hùng Nguyễn Huệ cùng Phong trào Tây Sơn, Bảo tàng Quang Trung mang ý nghĩa đặc biệt ở Bình Định cũng như Việt Nam. Các nghi lễ tri ân ba anh em Nhà Tây Sơn được tổ chức hàng năm tại di tích, có thể kể đến như: ngày hiệp kỵ Tây Sơn tam kiệt (15 tháng Mười Một âm lịch), ngày giỗ trận Ngọc Hồi – Đống Đa (mùng Năm tháng Giêng âm lịch), ngày giỗ Hoàng đế Quang Trung (29 tháng Bảy). Trong những ngày này, Bảo tàng Quang Trung cùng ban Nghi lễ Điện long trọng tổ chức lễ cúng kỵ theo nghi thức truyền thống của dân tộc, tưởng nhớ tổ tiên.
Bảo tàng Quang Trung không chỉ là một Di tích lịch sử mà còn là một điểm du lịch hấp dẫn của Bình Định.
Ngày 08 tháng 2 năm 2019, tổ chức Lễ kỷ niệm 230 năm Chiến thắng Ngọc Hồi – Đống Đa tại Bảo tàng Quang Trung, lãnh đạo có Ủy viên Bộ Chính trị, Phó Thủ tướng thường trực Trương Hòa Bình, Ủy viên Bộ Chính trị, Trưởng Ban Tuyên giáo Trung ương Võ Văn Thưởng dâng hoa, dâng hương tại Điện thờ Tây Sơn tam kiệt.

### Trực tuyến
1. ↑  Lê Chi (ngày 20 tháng 12 năm 2017). "BẢO TÀNG QUANG TRUNG – DẤU ẤN TÂY SƠN TRÊN ĐẤT VÕ BÌNH ĐỊNH". Trung tâm Du lịch Bình Định. Bản gốc lưu trữ ngày 22 tháng 2 năm 2020. Truy cập ngày 7 tháng 8 năm 2020.
2. 1 2  Lan Anh (ngày 13 tháng 8 năm 2013). "Thăm bảo tàng Quang Trung – Bình Định". VOV World – Đài Tiếng nói Việt Nam. Bản gốc lưu trữ ngày 7 tháng 8 năm 2020. Truy cập ngày 6 tháng 8 năm 2020.
3. ↑  Thanh Hải (ngày 29 tháng 5 năm 2015). "Về miền đất võ thăm bảo tàng Quang Trung". Du lịch Việt Nam. Bản gốc lưu trữ ngày 6 tháng 8 năm 2020. Truy cập ngày 6 tháng 8 năm 2020.
4. 1 2  Luyến Nguyễn (ngày 5 tháng 12 năm 2017). "Bảo tàng Quang Trung dấu ấn lịch sử hào hùng của dân tộc". VN trip. Bản gốc lưu trữ ngày 6 tháng 8 năm 2020. Truy cập ngày 6 tháng 8 năm 2020.
5. ↑  Thanh Hải (ngày 29 tháng 5 năm 2015). "Về miền đất võ thăm bảo tàng Quang Trung". Tổng cục Du lịch Việt Nam. Bản gốc lưu trữ ngày 6 tháng 8 năm 2020. Truy cập ngày 15 tháng 12 năm 2020.
6. ↑  Thái Hà (ngày 15 tháng 9 năm 2020). "Bảo tàng Quang Trung Bình Định – nơi gìn giữ lịch sử vẻ vang của dân tộc". Lữ hành Việt Nam. Bản gốc lưu trữ ngày 15 tháng 12 năm 2020. Truy cập ngày 15 tháng 12 năm 2020.
7. ↑  Quốc sử quán triều Nguyễn 1998, tr. 760-765.
8. ↑  Quốc sử quán triều Nguyễn 2002, tr. 177.
9. 1 2 3  "TÂY SƠN ĐIỆN". UBND huyện Tây Sơn, tỉnh Bình Định. ngày 10 tháng 1 năm 2013. Truy cập ngày 7 tháng 8 năm 2020. {{Chú thích web}}: |ngày lưu trữ= cần |url lưu trữ= (trợ giúp)[liên kết hỏng]
10. ↑  Ngọc Minh (ngày 27 tháng 2 năm 2004). "Tây Sơn thượng đạo". Báo Bình Định. Bản gốc lưu trữ ngày 17 tháng 9 năm 2019. Truy cập ngày 7 tháng 8 năm 2020.
11. ↑  Dutton 2019, tr. 393.
12. 1 2  Lan Phương (tổng hợp) (ngày 7 tháng 8 năm 2015). "BÌNH ĐỊNH – Khu đền thờ Tây Sơn Tam kiệt". Tổ quốc Việt Nam. Bản gốc lưu trữ ngày 7 tháng 8 năm 2020. Truy cập ngày 7 tháng 8 năm 2020.
13. ↑  Phan Duy Kha 2003, tr. 137-138.
14. ↑  "Tuyển tập Sự nghiệp Tây Sơn: LÒNG DÂN ĐỐI VỚI NHÀ TÂY SƠN". Báo Bình Định. ngày 13 tháng 8 năm 2008. Bản gốc lưu trữ ngày 7 tháng 8 năm 2020. Truy cập ngày 7 tháng 8 năm 2020.
15. 1 2 3  Minh Vượng (ngày 10 tháng 9 năm 2014). "Bảo tàng Quang Trung và Điện thờ Tây Sơn". Bảo tàng lịch sử Việt Nam. Bản gốc lưu trữ ngày 7 tháng 8 năm 2020. Truy cập ngày 7 tháng 8 năm 2020.
16. 1 2  "Bảo Tàng Quang Trung". Hiệp hội Lữ hành Việt Nam. Bản gốc lưu trữ ngày 7 tháng 8 năm 2020. Truy cập ngày 7 tháng 8 năm 2020.
17. ↑  Bản điện tử. Quyết định số 127 của Hội đồng Chính phủ về việc điều chỉnh địa giới xã, thị trấn tỉnh Nghĩa Bình tại Thư viện pháp luật. Truy cập ngày 7 tháng 8 năm 2020.
18. ↑  Bản điện tử. Nghị quyết Quốc hội: Phân tách địa giới hành chính của tỉnh Phú Khánh, Nghĩa Bình và Bình Trị Thiên tại Thư viện pháp luật. Truy cập ngày 7 tháng 8 năm 2020.
19. ↑  Bản điện tử. Quyết đinh 748/QĐ-BXD/2015: Công nhận thị trấn Phú Phong, huyện Tây Sơn, tỉnh Bình Định là đô thị loại IV tại Thư viện pháp luật. Truy cập ngày 7 tháng 8 năm 2020.
20. 1 2  Nguyễn Khắc Đoài. "Di tích Lịch sử khu Đền thờ Tây Sơn Tam Kiệt". Cục Di sản văn hóa, Bộ Văn hóa, Thể thao và Du lịch. Bản gốc lưu trữ ngày 7 tháng 8 năm 2020. Truy cập ngày 7 tháng 8 năm 2020.
21. ↑  Ngọc Minh (ngày 7 tháng 1 năm 2004). "Tượng binh Tây Sơn – từ lịch sử đến lễ hội". Báo Bình Định. Bản gốc lưu trữ ngày 27 tháng 1 năm 2020. Truy cập ngày 7 tháng 8 năm 2020.
22. ↑  Ánh Nguyễn (ngày 22 tháng 11 năm 2019). "Kỷ niệm 40 năm thành lập Bảo tàng Quang Trung". Báo Bình Định. Bản gốc lưu trữ ngày 7 tháng 8 năm 2020. Truy cập ngày 7 tháng 8 năm 2020.
23. ↑  Bản điện tử. Quyết định 54/VHTT/QĐ: Xếp hạng di tích lịch sử và văn hóa cấp quốc gia tại Hệ thống pháp luật Việt Nam. Truy cập ngày 7 tháng 8 năm 2020.
24. ↑  Việt Ý (ngày 8 tháng 1 năm 2015). "Khu Đền thờ Tây Sơn Tam Kiệt là Di tích quốc gia đặc biệt". Báo điện tử Bộ Xây dựng. Bản gốc lưu trữ ngày 7 tháng 8 năm 2020. Truy cập ngày 7 tháng 8 năm 2020.
25. 1 2  Mai Kim Thành (ngày 20 tháng 5 năm 2011). "Điện Tây Sơn". ASEAN Traveller. Bản gốc lưu trữ ngày 7 tháng 8 năm 2020. Truy cập ngày 7 tháng 8 năm 2020.
26. ↑  Phương Lan (ngày 5 tháng 2 năm 2019). "Nhạc võ – võ nhạc Tây Sơn". Báo Bình Định. Bản gốc lưu trữ ngày 7 tháng 8 năm 2020. Truy cập ngày 7 tháng 8 năm 2020.
27. 1 2  Hoài Thu (ngày 29 tháng 1 năm 2019). "Nhà trưng bày Bảo tàng Quang Trung: Nơi thắp sáng niềm tự hào". Báo Bình Định. Bản gốc lưu trữ ngày 7 tháng 8 năm 2020. Truy cập ngày 8 tháng 8 năm 2020.
28. 1 2  Hải Lăng. "Khánh thành Nhà trưng bày Bảo tàng Quang Trung tỉnh Bình Định". Thế giới di sản. Bản gốc lưu trữ ngày 7 tháng 8 năm 2020. Truy cập ngày 7 tháng 8 năm 2020.
29. ↑  N.Trần (ngày 24 tháng 11 năm 2011). "Hiến tặng binh khí thời Tây Sơn". Báo Tuổi trẻ. Bản gốc lưu trữ ngày 7 tháng 8 năm 2020. Truy cập ngày 8 tháng 8 năm 2020.
30. ↑  Nguyễn Thị Hiếu (ngày 13 tháng 4 năm 2016). ""Đánh cho để dài tóc..."". Cựu chiến binh Thành phố Hồ Chí Minh. Bản gốc lưu trữ ngày 7 tháng 8 năm 2020. Truy cập ngày 8 tháng 8 năm 2020.
31. ↑  Hoàng Tuấn (ngày 5 tháng 10 năm 2015). "Bến xưa Trường Trầu – nơi hội tụ "anh tài" miền đất võ". Dân Việt. Bản gốc lưu trữ ngày 7 tháng 8 năm 2020. Truy cập ngày 8 tháng 8 năm 2020.
32. ↑  Hoàng Trọng (ngày 12 tháng 11 năm 2016). "Kỳ bí giếng cổ – Kỳ 4: Giếng nước của nhà Tây Sơn". Báo Thanh niên. Bản gốc lưu trữ ngày 7 tháng 8 năm 2020. Truy cập ngày 8 tháng 8 năm 2020.
33. ↑  Khoa Thy (ngày 28 tháng 11 năm 2011). "Me cổ thụ nhà Tây Sơn thành 'Cây di sản Việt Nam'". VNExpress. Bản gốc lưu trữ ngày 7 tháng 8 năm 2020. Truy cập ngày 8 tháng 8 năm 2020.
34. ↑  V.H. (ngày 1 tháng 6 năm 2018). "Cận cảnh me cổ thụ nhà Tây Sơn – cây di sản Việt Nam". Đài Tiếng nói Việt Năm. Bản gốc lưu trữ ngày 7 tháng 8 năm 2020. Truy cập ngày 8 tháng 8 năm 2020.
35. ↑  Nguyễn Văn Ngọc (ngày 16 tháng 11 năm 2004). "Làng Kiên Mỹ". Báo Bình Định. Bản gốc lưu trữ ngày 9 tháng 9 năm 2019. Truy cập ngày 7 tháng 8 năm 2020.
36. ↑  Hoàng Trọng (ngày 26 tháng 1 năm 2012). "Cây me, giếng nước còn đây..." Báo Sài Gòn giải phóng. Bản gốc lưu trữ ngày 7 tháng 8 năm 2020. Truy cập ngày 8 tháng 8 năm 2020.
37. ↑  N.T. (ngày 30 tháng 8 năm 2019). "Lễ giỗ 227 năm ngày mất Hoàng đế Quang Trung". Vivu 247. Bản gốc lưu trữ ngày 7 tháng 8 năm 2020. Truy cập ngày 8 tháng 8 năm 2020.
38. ↑  "LỄ HỘI TIÊU BIỂU". UBND tỉnh Bình Định. Bản gốc lưu trữ ngày 7 tháng 8 năm 2020. Truy cập ngày 8 tháng 8 năm 2020.
39. ↑  "Khám phá bảo tàng Quang Trung tại Bình Định". Dọc miền đất nước. ngày 26 tháng 7 năm 2019. Bản gốc lưu trữ ngày 7 tháng 8 năm 2020. Truy cập ngày 8 tháng 8 năm 2020.
40. ↑  Hoàng Trọng (ngày 8 tháng 2 năm 2019). "Lãnh đạo Trung ương dâng hương tại Điện thờ Tây Sơn Tam Kiệt". Báo Thanh niên. Bản gốc lưu trữ ngày 8 tháng 8 năm 2020. Truy cập ngày 8 tháng 8 năm 2020.